# 楠木 (北九州市)
楠木（くすのき）は福岡県北九州市八幡西区の地名。楠木一丁目から二丁目の町がある。住居表示実施済み。郵便番号は807-0827。

## 地理
八幡西区の北部西側に位置し、北に千代ケ崎、東に友田、南に光明、西に丸尾町，大浦と接する。

## 地域の特徴
北西縁を県道278号払川折尾線が走り、その外側を筑豊本線が走る。町域の中心から南北方向に下っていく緩傾斜の台地に立地する住宅街。

## 歴史
大字折尾と大字本城の境界の丘陵を造成した住宅団地で、当初は楠木団地と通称した。

### 地名の由来
大字折尾，大字本城の字、楠木より。

### 沿革
- 1973年（昭和48年）6月1日 - 楠木一丁目 - 二丁目新設[5]。
- 1974年（昭和49年）4月1日 - 八幡区が八幡西区と八幡東区に分かれ、八幡区楠木一丁目 - 二丁目は八幡西区楠木一丁目 - 二丁目となる[6]。

### 町名の変遷
| 実施内容          | 実施年月日               | 実施後     | 実施前                     |
| ----------------- | ------------------------ | ---------- | -------------------------- |
| 町名新設 住居表示 | 1973年（昭和48年）6月1日 | 楠木一丁目 | 大字折尾の一部             |
| 町名新設 住居表示 | 1973年（昭和48年）6月1日 | 楠木二丁目 | 大字折尾・大字本城の各一部 |

## 世帯数と人口
2025年（令和7年）3月31日現在（北九州市発表）の世帯数と人口は以下の通りである。
| 町         | 世帯数  | 人口    |
| ---------- | ------- | ------- |
| 楠木一丁目 | 218世帯 | 443人   |
| 楠木二丁目 | 350世帯 | 729人   |
| 計         | 568世帯 | 1,172人 |

### 人口の変遷
国勢調査による人口の推移。
| 1995年（平成7年）  | 1,140人 | [ 8 ]  |  |
| 2000年（平成12年） | 1,101人 | [ 9 ]  |  |
| 2005年（平成17年） | 1,077人 | [ 10 ] |  |
| 2010年（平成22年） | 1,175人 | [ 11 ] |  |
| 2015年（平成27年） | 1,069人 | [ 12 ] |  |
| 2020年（令和2年）  | 1,194人 | [ 13 ] |  |

### 世帯数の変遷
国勢調査による世帯数の推移。
| 1995年（平成7年）  | 451世帯 | [ 8 ]  |  |
| 2000年（平成12年） | 474世帯 | [ 9 ]  |  |
| 2005年（平成17年） | 464世帯 | [ 10 ] |  |
| 2010年（平成22年） | 509世帯 | [ 11 ] |  |
| 2015年（平成27年） | 446世帯 | [ 12 ] |  |
| 2020年（令和2年）  | 545世帯 | [ 13 ] |  |

## 学区
市立小・中学校に通う場合、学区は以下の通りとなる。
| 町         | 街区 | 小学校                 | 中学校               |
| ---------- | ---- | ---------------------- | -------------------- |
| 楠木一丁目 | 全域 | 北九州市立折尾東小学校 | 北九州市立折尾中学校 |
| 楠木二丁目 | 全域 | 北九州市立折尾東小学校 | 北九州市立折尾中学校 |

## 交通

### バス
域内のバス停と系統は以下のとおりである。
| 運行事業者 | 運行事業者 | 西鉄バス北九州 | 西鉄バス北九州 | 北九州市交通局 |
| 系統       | 系統       | 80             | 82             | 55             |
| 停留所     | 楠木一丁目 | ○              | ○              | ○              |

### 道路
- 県道278号払川折尾線